# Puerto Cortés (Baja California Sur)
Puerto Cortés es una pequeña localidad pesquera y portuaria en el Océano Pacífico que se localiza en el estado mexicano de Baja California Sur y forma parte del municipio de Comondú.
Puerto Cortés no se localiza en la superficie continental de la Península de Baja California, sino en la Isla Santa Margarita, separada de la península por la Bahía Magdalena y la Bahía Las Almejas, Puerto Cortés se encuentra en la costa de la Bahía Las Almejas, en la costa contraria al Océano Pacífico, por lo cual forma un puerto resguardado de las fuertes rompientes marinas; sus coordenadas geográficas son 24°28′41″N 111°49′20″O / 24.47806, -111.82222 y tiene una altitud de 10 metros sobre el nivel del mar, es la única población permanente de la Isla Santa Margarita, donde además se encuentra una pista de aviación militar, Puerto Cortés es además de una comunidad pesquera, una guarnición naval y militar, así como una estación meteorológica; su origen y fundación fue como una base de la Armada de México. Las comunicaciones con tierra firme se dan mediante ferris y barcos pesqueros que hacen el trayecto entre el puerto y Puerto Chale y Puerto San Carlos, la única actividad económica de la población es la pesca, explotada a niveles de subsistencia.
La población total de la Puerto Cortés es de 128 habitantes, siendo éstos 62 hombres y 66 mujeres de acuerdo con los resultados del Conteo de Población y Vivienda realizado en 2005 por el Instituto Nacional de Estadística y Geografía.